# Pithecanthropus Erectus
Pithecanthropus Erectus — студійний альбом джазового композитора і басиста Чарльза Мінґуса. Він вийшов у серпні 1956 року на лейблі Atlantic Records. Мінґус зазначав, що це був перший альбом, де він навчав аранжувань своїх музикантів на слух, а не записував акорди та аранжування письмово.

## Музика
Згідно з анотацією Мінґуса, заголовна пісня — це десятихвилинна тональна поема, що зображує підйом людини від її гомінідного коріння (Pithecanthropus erectus) до остаточного падіння через «її власну нездатність усвідомити неминучу емансипацію тих, кого вона прагнула поневолити, і її жадібність у спробі стати на хибну опору». Назва пісні відсилає до скам'янілості пітекантропа, яка на момент свого відкриття була найдавнішою з коли-небудь знайдених людських решток.

## Відгуки
Довідник The Penguin Guide to Jazz дав йому максимальну чотиризіркову оцінку і включив до своєї «основної колекції» найважливіших записів, назвавши його «одним з найкращих сучасних джазових альбомів». У тому ж огляді «повністю ансамблева робота» в частинах першого треку «Pithecanthropus Erectus» описана як «абсолютно вирішальна для розвитку вільної колективної імпровізації в наступному десятилітті».

## Трек-лист
Всі треки написані Чарльзом Мінґусом, окрім «A Foggy Day», написаної Джоджем Гершвіном.
| #  | Назва                     | Тривалість |
| -- | ------------------------- | ---------- |
| 1. | «Pithecanthropus Erectus» | 10:36      |
| 2. | «A Foggy Day»             | 7:50       |
| 3. | «Profile of Jackie»       | 3:11       |
| 4. | «Love Chant»              | 14:59      |

## Персоналії
Музиканти
- Чарльз Мінґус — бас
- Джекі Маклін — альт-саксофон
- Дж. Р. Монтроуз — тенор-саксофон
- Мал Волдрон — піаніно
- Віллі Джонс — барабани

Продакшн
- Том Дауд — інженер запису
- Гал Лустіг — інженер запису